# Jianye
Jianye léase Chián-Ye (en chino simplificado, 建邺区; pinyin, Jiànyè qū) es un distrito urbano bajo la administración directa de la Subprovincia de Nankín. Se ubica en la provincia de Jiangsu, este de la República Popular China. Se localiza en una llanura a una altura media de 5 m s. n. m. con algunas colinas que sobre salen, es bañada por el río Yangtsé. Su área es de 82 km² y su población total para 2010 fue más de 1,2 millones de habitantes.

## Historia
Nankín, una vez se llamó Jianye, fue ciudad capital durante el periodo de los Tres Reinos en el año 3 d. C., debido a su posición con el río Yangtsé.

## Administración
El distrito de Yuhang se divide en 6 Subdistritos:
- Mòchóu hú
- Xīnglóng
- Nányuàn
- Shāzhōu
- Shuāngzhá
- Jiāngxīnzhōu